# Фенароли, Феделе
Феделе Фенароли (итал. Fedele Fenaroli; 25 апреля 1730 года, Ланчано, королевство Неаполь — 1 января 1818 года, Неаполь, королевство Неаполь) — итальянский композитор и музыкальный педагог.

## Биография
Феделе Фенароли родился в Ланчано 25 апреля 1730 года. Начальное музыкальное образование получил у отца, который служил капельмейстером в базилике в Ланчано. Продолжил музыкальное образование в Неаполе, где поступил в консерваторию Санта-Мария-ди-Лорето, став учеником Франческо Дуранте и Пьетро Антонио Галло.
В 1762 году получил место заместителя капельмейстера в капелле консерватории, в 1777 году был назначен титулярным капельмейстером. В 1768 году написал кантату на день рождения Фердинанда IV, короля Неаполя.
За время работы директором консерватории провёл реорганизацию института. После закрытия в 1744 году консерватории Повери-ди-Джезу-Кристо, в Неаполе остались только три консерватории — Сант-Онофрио-а-Капуана, Консерватория Санта-Мария-делла-Пьета-дей-Туркини и Санта-Мария-ди-Лорето.
В 1797 году Феделе Фенароли участвовал в работе по объединению консерваторий Санта-Мария-ди-Лорето и Сант-Онофрио-а-Капуана. В 1807 году к ним присоединилась консерватория Санта-Мария-делла-Пьета-дей-Туркини, в результате чего появился Королевский музыкальный колледж, ныне консерватория Сан-Пьетро-а-Майелла. Эта реорганизация была проведена по указу Жозефа Бонапарта, нового короля Неаполя. Феделе Фенароли руководил новым учебным заведением, вместе с Джованни Паизиелло и Джакомо Тритто. С последним он реорганизовал учебные планы. Композитор преподавал контрапункт.
В 1813 году одним из руководителей консерватории стал Николо Дзингарелли, ученик Феделе Фенароли.
Позднее был принят в Королевское Бурбонское общество в звании дирижёра Ассоциации кавалеров.
Среди его учеников было много известных композиторов: Доменико Чимароза, Никола Антонио Дзингарелли, Джузеппе Джордани, Сильвестро Пальма, Франческо Руджи, Сальваторе Фигера, Луиджи Моска, Винченцо Лавинья, Карло Кочча, Микеле Карафа, Джакомо Корделла, Джузеппе Николини, Никола Манфроче, Пьетро Антонио Коппола, Трауготт Максимилиан Эбервайн, Саверио Меркаданте, Карло Конти, Винченцо Фьокки.
Вместе с педагогической деятельностью, композитор продолжал сочинять музыку. Хотя он и написал несколько опер, его главными сочинениями были произведения духовной музыки. В литургической композиции Феделе Фенароли проявил глубокие композиционные познания, особенно в использовании контрапункта.
Написал несколько учебных пособий о музыке, особенно популярен был его сборник партиментов, опубликованный в Неаполе в 1775 году. В 1814 в Париже вышло очередное (расширенное) издание партиментов Фенароли, но вскоре на смену этой устаревшей системе преподавания гармонии пришли более современные методики и Фенароли вышел из моды.
Феделе Фенароли умер 1 января 1818 года в Неаполе.

## Творческое наследие
Творческое наследие композитора включает 2 оперы, многочисленные духовные и вокальные сочинения, учебники по теории музыки.

### Оперы
- «Два седиария» (1759)
- «Поражение амаликитян» (1780)

### Прочее
- «Авигея» (1760
- «Радость неба» (1763)
- «Чистое сердце» (1767)
- «Поражение ассирийцев» (1789)